# チゴケムシ
チゴケムシは、かなり大型になるコケムシの1種。赤い平らな群体を作る普通種。

## 特徴
チゴケムシ Watersipora suboboidea (D'Orbigny) は、外肛動物門のチゴケムシ科に属するコケムシの一種。普通種であり、大きくて目立つから、もっともよく眼にするコケムシの一つでもある。平らに広がる群体を作る。名前は血苔虫で、群体が暗赤色をしていることによる。

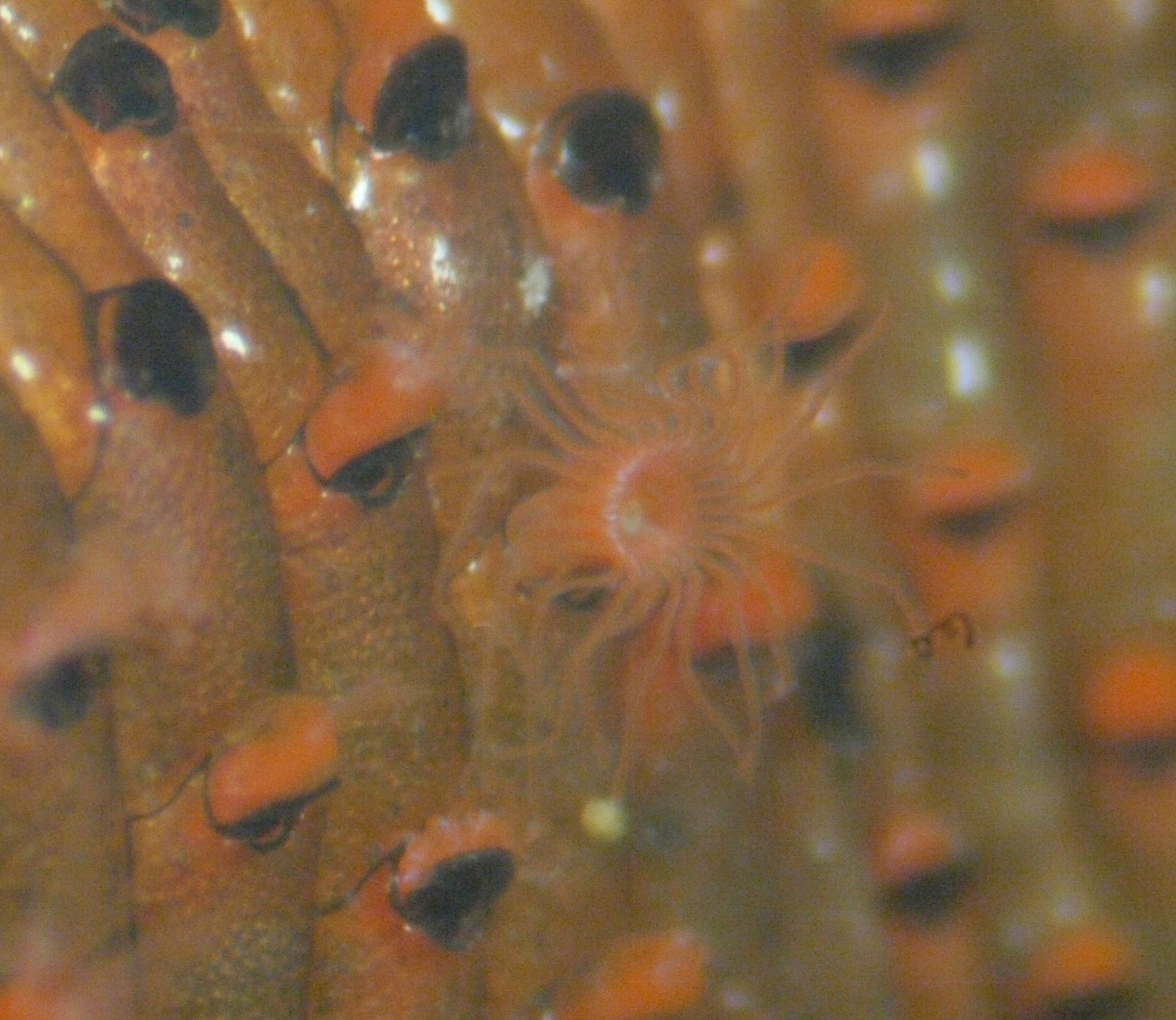
個虫と触手

群体は薄くて広がった不規則な形をしており、その様子は地衣類のウメノキゴケなどに似ている。縁が少し浮いて波打っていることも多く、その点でも似ている。殻は石灰質で硬くて、柔軟性がなくもろいから、指先で引っ張ってもすぐに折れるように壊れる。個々の部分では扇形の輪郭を持ち、その部分が外側に広がるように成長する。色は黒っぽい赤で、縁のあたりはやや明るい赤になっている。岩の表面などの基盤に密着して広がるが、縁ではやや立ち上がることもあり、一部はバラの花のような姿になる。一面に張り付いて群落状になることがよくあり、全体の大きさは差し渡し1mにもなることがある。
群体は個々の個体の入った部屋が平面的に並んだもので、それらはほぼ放射状に配列している。個虫の部屋は細長く、縦列に繋がって隣の列とは交互に配置する。基盤に密着して広がる状態では虫室の口は表側に並ぶが、やや立ち上がったときには両面に配置する。殻の表面には全体に一面に小さな丸い穴が並んでいる。外側の端近くの背面側に虫室の開口があり、黒い蓋で閉じられている。蓋は横長の楕円形で、内側がちょうつがいになっており、その部分は小さく丸くふくらんだ形になっている。群体の表面は特に突起等はなく、また鳥頭体や卵室などもない。卵は胚の段階まで個々の虫室で育つ。
海水中では蓋が開いてそこから虫体の前半部が突き出し、その先端から伸びる触手は漏斗状に広がる。触手と体の前半部は刺激を受けるとすぐに引っ込んで蓋を閉められる。

## 生育環境
潮間帯の岩の上に付着するのがよく見られる。ほぼ干潮線に近い水準に多く、また岩の裂け目の内側など、陰になる部分に生育していることが多い。また、船底に付着する固着動物としても普通に見られる。

## 分布
日本各地に知られる。世界でも暖かい海に広く見られる。

## 利害
海岸に見られる場合、特に利害はない。
船底に付着するものは船足の邪魔をするので嫌われる。また、カキやノリの養殖の際にもよく繁殖して嫌われる。